# Università Sun Yat-sen di Mosca
L'Università Sun Yat-sen di Mosca, ufficialmente l'Università Comunista dei Lavoratori della Cina Sun Yat-sen, era una scuola dell'Internazionale Comunista (Comintern) attiva dal 1925 al 1930 che si trovava nella città di Mosca, Russia, allora l'Unione Sovietica. Era un campo di addestramento per i rivoluzionari cinesi sia del Kuomintang (KMT) sia del Partito Comunista Cinese (PCC). La sua relazione con il Dipartimento di collegamento internazionale del Comintern (acronimo russo "OMS") rimane poco chiara.
All'inizio tutte le "università Sun Yat-sen" adottarono un modello educativo di statismo (中山大學模式).

## Origini
Nel 1923 Sun Yat-sen, il fondatore del Kuomintang, fece delle aperture politiche al Partito Comunista Cinese e all'Unione Sovietica. Sun credeva che il KMT dovesse formare più rivoluzionari cinesi possibile.
L'Università Sun Yat-sen iniziò ufficialmente le sue lezioni il 7 novembre 1925, l'ottavo anniversario della Rivoluzione d'ottobre. L'università fu istituita dividendo il dipartimento cinese dall'Università Comunista dei Lavoratori dell'Est, alla quale erano iscritti circa 100 studenti cinesi. Prese il nome da Sun per rispetto al suo contributo alla Rivoluzione cinese del 1911.
Era situata in via Volchonka n. 16, in una parte antica e bellissima di Mosca, a circa trenta minuti a piedi dal Cremlino. Nella Russia zarista il principale edificio universitario, costruito all'inizio del XIX secolo, era stato il primo liceo provinciale di Mosca.
Adam Lindner (1902-1958, alias Xia Dalin) e Michail Borodin, consiglieri del Comintern inviati in Cina, diressero la prima iscrizione degli studenti. Questi studenti erano scelte d'élite tra i membri del PCC e del KMT. I principali obiettivi di questa università erano educare gli studenti al marxismo e al leninismo, nonché formare quadri per il movimento di massa come qualificati bolscevichi.

## Corsi

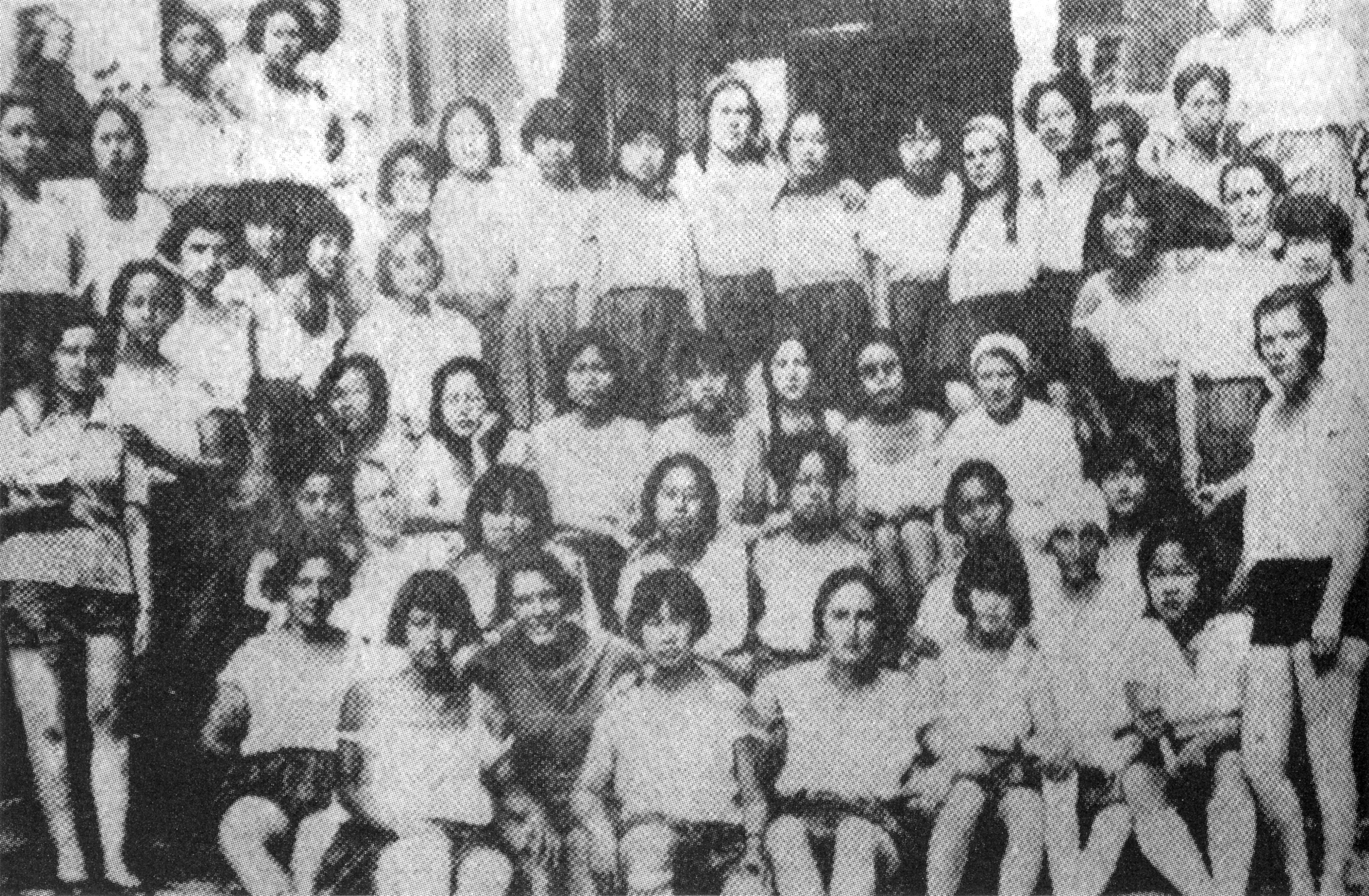
Studenti e docenti dell'Università Sun Yat-sen di Mosca. Regione di Mosca, 1926

La maggior parte degli istruttori proveniva dall'Unione Sovietica. Tra loro c'erano vecchi bolscevichi come Karl Radek, che fu il primo presidente dell'università. Gli studenti provenivano da classi e storie diversi: alcuni erano famosi rivoluzionari o studiosi comunisti, mentre altri avevano poca istruzione ma molta esperienza nei movimenti comunisti. L'università raggruppò questi studenti in diverse classi in base alla loro educazione ed esperienza.
I corsi tenuti all'università si concentravano sulle teorie di base del marxismo e del leninismo. Gli studenti apprendevano anche metodi di mobilitazione e propaganda, nonché istruzioni militari teoriche e pratiche.
Oltre ai corsi c'erano regolarmente presentazioni sui movimenti comunisti internazionali e sulla rivoluzione cinese da parte di importanti membri del Comintern, Unione Sovietica e Partito Comunista Cinese. Tra questi c'erano Iosif Stalin, Lev Trockij, Zhang Guotao e Xiang Zhongfa.
Sebbene i corsi di studio siano durati solo due anni, l'università ebbe una grande influenza su coloro che vi si formarono. Molti di coloro che vi studiarono contribuirono a svolgere ruoli di comando in Cina, tra cui alcuni dei 28 bolscevichi, Zuo Quan, Wu Xiuquan, He Zhonghan, Deng Wenyi, Ji Chaoding e entrambi Deng Xiaoping, futuro capo della Repubblica Popolare Cinese, e Chiang Ching-kuo, futuro presidente della Repubblica di Cina a Taiwan.

## Cambio politico e chiusura

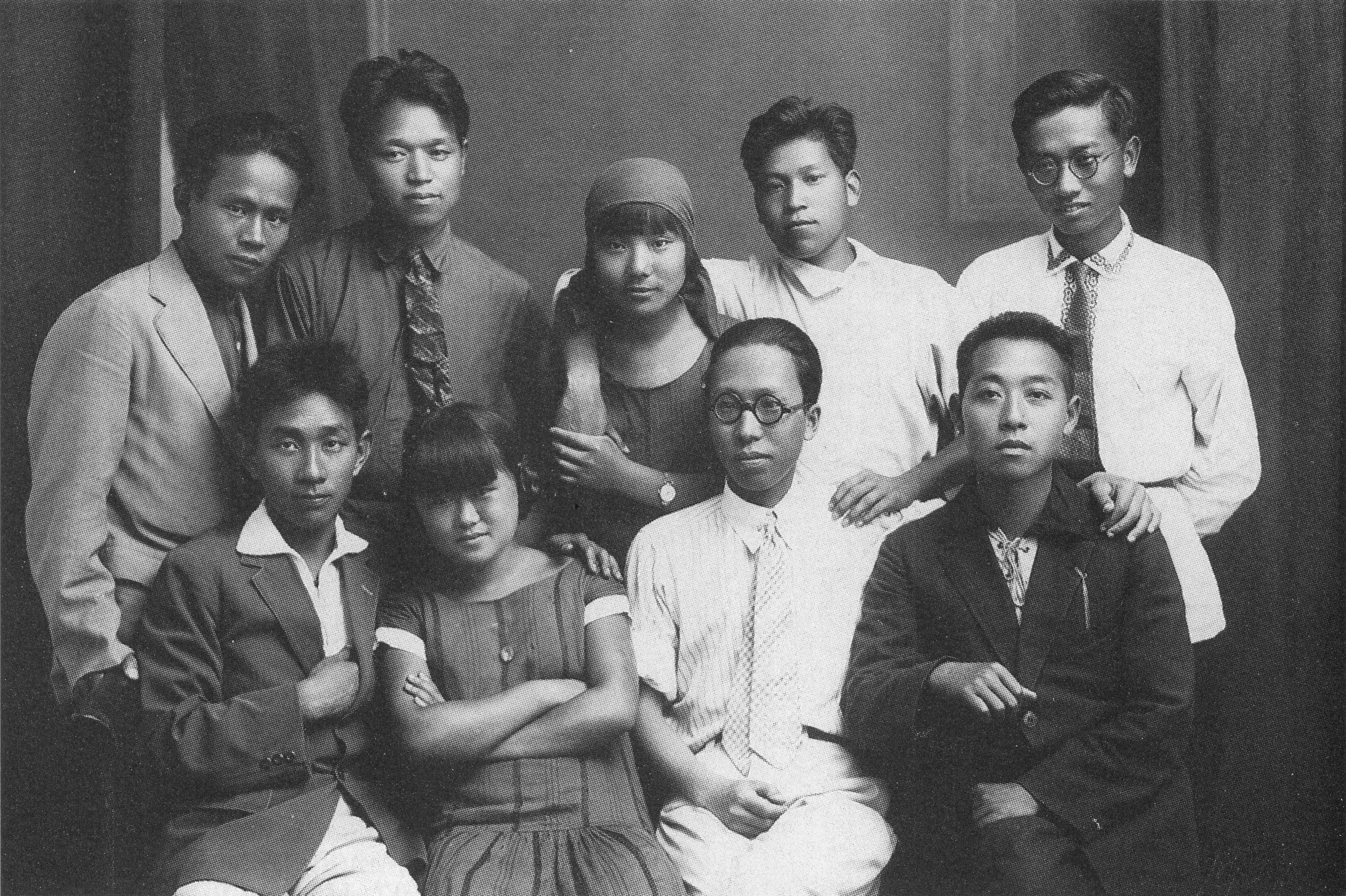
Studenti dell'Università Comunista Sun Yat-sen dei Lavoratori della Cina

Nel 1927, quando l'alleanza PCC-KMT si sciolse, gli studenti del Kuomintang furono rimandati in Cina. Quando la lotta di potere tra Stalin e Trockij raggiunse l'apice, Radek fu licenziato e sostituito dal suo vice, Pavel Mif, che era troppo ambizioso per essere limitato a un campus universitario. Lo stesso Mif divenne vicedirettore del Dipartimento dell'Estremo Oriente del Comintern e svolse un ruolo importante nelle principali decisioni del PCC. Con i suoi 28 bolscevichi che ricoprirono posizioni di rilievo nel partito, Mif e l'università svolsero un ruolo importante nella storia moderna della Cina.
L'università fu chiusa a metà degli anni '30 a causa del fallimento dell'alleanza con il Kuomintang.